# Mystic Fugu Orchestra
Mystic Fugu Orchestra to jednorazowy projekt muzyczny dwóch artystów - Johna Zorna (wymieniony na płycie jako Rav Tzizit) i Yamatsuki Eye (wymieniony na płycie jako Rav Yechida). Duet wydał w 1995 jedną płytę - Zohar. Płyta nagrana jest w stylistyce starej, 78 obrotowej płyty gramofonowej z nagraniami muzyków związanych z kulturą żydowską. Warstwa melodyczna jest tam ledwo słyszalna, na pierwszym planie słychać trzaski zniszczonej płyty. 